# Intertoto-Cup 1993
Der 27. Intertoto-Cup wurde im Jahr 1993 ausgespielt. Das Turnier wurde mit 40 Mannschaften ausgerichtet.

## Gruppenphase

### Gruppe 1
| Pl. | Verein            | Sp. | S | U | N | Tore    | Diff. | Punkte |
| --- | ----------------- | --- | - | - | - | ------- | ----- | ------ |
| 1.  | SK Rapid Wien     | 4   | 3 | 1 | 0 | 014:400 | +10   | 07:10  |
| 2.  | Zawisza Bydgoszcz | 4   | 1 | 2 | 1 | 008:400 | +4    | 04:40  |
| 3.  | Halmstads BK      | 4   | 2 | 0 | 2 | 003:400 | −1    | 04:40  |
| 4.  | Brøndby IF        | 4   | 2 | 0 | 2 | 011:150 | −4    | 04:40  |
| 5.  | Jantra Gabrowo    | 4   | 0 | 1 | 3 | 004:130 | −9    | 01:70  |

|                   | Osterreich | Polen | Schweden | Danemark | Bulgarien |
| ----------------- | ---------- | ----- | -------- | -------- | --------- |
| SK Rapid Wien     |            | -     | 2:0      | -        | 6:0       |
| Zawisza Bydgoszcz | 1:1        |       | -        | 6:1      | -         |
| Halmstads BK      | -          | 2:1   |          | 0:1      | -         |
| Brøndby IF        | 3:5        | -     | -        |          | 6:4       |
| Jantra Gabrowo    | -          | 0:0   | 0:1      | -        |           |

### Gruppe 2
| Pl. | Verein            | Sp. | S | U | N | Tore    | Diff. | Punkte |
| --- | ----------------- | --- | - | - | - | ------- | ----- | ------ |
| 1.  | Trelleborgs FF    | 4   | 4 | 0 | 0 | 011:200 | +9    | 08:0   |
| 2.  | 1. FC Saarbrücken | 4   | 3 | 0 | 1 | 010:500 | +5    | 06:20  |
| 3.  | Lyngby BK         | 4   | 2 | 0 | 2 | 009:100 | −1    | 04:40  |
| 4.  | Rapid Bukarest    | 4   | 1 | 0 | 3 | 012:110 | +1    | 02:60  |
| 5.  | PAS Korinthos     | 4   | 0 | 0 | 4 | 002:160 | −14   | 0:80   |

|                   | Schweden | Deutschland | Danemark | Rumänien | Griechenland |
| ----------------- | -------- | ----------- | -------- | -------- | ------------ |
| Trelleborgs FF    |          | 2:0         | 4:2      | -        | -            |
| 1. FC Saarbrücken | -        |             | -        | 3:2      | 3:0          |
| Lyngby BK         | -        | 1:4         |          | -        | 2:0          |
| Rapid Bukarest    | 0:2      | -           | 2:4      |          | -            |
| PAS Korinthos     | 0:3      | -           | -        | 2:8      |              |

### Gruppe 3
| Pl. | Verein           | Sp. | S | U | N | Tore    | Diff. | Punkte |
| --- | ---------------- | --- | - | - | - | ------- | ----- | ------ |
| 1. | IFK Norrköping 1 | 4   | 3 | 0 | 1 | 011:600 | +5    | 06:20  |
| 2. | Lausanne-Sports  | 4   | 3 | 0 | 1 | 011:600 | +5    | 06:20  |
| 3. | FK Austria Wien  | 4   | 3 | 0 | 1 | 007:200 | +5    | 06:20  |
| 4. | Pogoń Stettin    | 4   | 1 | 0 | 3 | 005:110 | −6    | 02:60  |
| 5. | FC Kopenhagen    | 4   | 0 | 0 | 4 | 002:110 | −9    | 0:80   |
| 1 IFK Norrköping wurde zum Sieger erklärt, da sie im direkten Vergleich mit Lausanne-Sports die Partie gewannen. |                  |     |   |   |   |         |       |        |

|                 | Schweden | Schweiz | Osterreich | Polen | Danemark |
| --------------- | -------- | ------- | ---------- | ----- | -------- |
| IFK Norrköping  |          | 4:2     | 0:3        | -     | -        |
| Lausanne-Sports | -        |         | -          | 4:0   | 3:1      |
| FK Austria Wien | -        | 1:2     |            | -     | 1:0      |
| Pogoń Stettin   | 1:4      | -       | 0:2        |       | -        |
| FC Kopenhagen   | 0:3      | -       | -          | 1:4   |          |

### Gruppe 4
| Pl. | Verein              | Sp. | S | U | N | Tore    | Diff. | Punkte |
| --- | ------------------- | --- | - | - | - | ------- | ----- | ------ |
| 1.  | Malmö FF            | 4   | 2 | 2 | 0 | 005:200 | +3    | 06:20  |
| 2.  | Odense BK           | 4   | 2 | 0 | 2 | 009:700 | +2    | 04:40  |
| 3.  | Bayer 05 Uerdingen  | 4   | 2 | 0 | 2 | 006:700 | −1    | 04:40  |
| 4.  | Videoton FC         | 4   | 1 | 1 | 2 | 009:600 | +3    | 03:50  |
| 5.  | DAC Dunajská Streda | 4   | 1 | 1 | 2 | 003:100 | −7    | 03:50  |

|                     | Schweden | Danemark | Deutschland | Ungarn | Tschechoslowakei |
| ------------------- | -------- | -------- | ----------- | ------ | ---------------- |
| Malmö FF            |          | -        | 2:1         | 0:0    | -                |
| Odense BK           | 1:3      |          | -           | 3:1    | -                |
| Bayer 05 Uerdingen  | -        | 3:2      |             | -      | 0:2              |
| Videoton FC         | -        | -        | 1:2         |        | 7:1              |
| DAC Dunajská Streda | 0:0      | 0:3      | -           | -      |                  |

### Gruppe 5
| Pl. | Verein           | Sp. | S | U | N | Tore    | Diff. | Punkte |
| --- | ---------------- | --- | - | - | - | ------- | ----- | ------ |
| 1.  | Slavia Prag      | 4   | 4 | 0 | 0 | 011:200 | +9    | 08:0   |
| 2.  | VfB Leipzig      | 4   | 2 | 1 | 1 | 005:300 | +2    | 05:30  |
| 3.  | Aalborg BK       | 4   | 2 | 0 | 2 | 006:700 | −1    | 04:40  |
| 4.  | BK Häcken        | 4   | 1 | 0 | 3 | 005:800 | −3    | 02:60  |
| 5.  | Maccabi Tel Aviv | 4   | 0 | 1 | 3 | 002:900 | −7    | 01:70  |

|                  | Tschechoslowakei | Deutschland | Danemark | Schweden | Israel |
| ---------------- | ---------------- | ----------- | -------- | -------- | ------ |
| Slavia Prag      |                  | 2:1         | 3:0      | -        | -      |
| VfB Leipzig      | -                |             | 2:1      | 2:0      | -      |
| Aalborg BK       | -                | -           |          | 3:1      | 2:1    |
| BK Häcken        | 0:3              | -           | -        |          | 4:0    |
| Maccabi Tel Aviv | 1:3              | 0:0         | -        | -        |        |

### Gruppe 6
| Pl. | Verein               | Sp. | S | U | N | Tore    | Diff. | Punkte |
| --- | -------------------- | --- | - | - | - | ------- | ----- | ------ |
| 1.  | FC Zürich            | 4   | 2 | 1 | 1 | 007:500 | +2    | 05:30  |
| 2.  | ŠK Slovan Bratislava | 4   | 2 | 1 | 1 | 008:800 | ±0    | 05:30  |
| 3.  | FC Innsbruck Tirol   | 4   | 1 | 2 | 1 | 005:400 | +1    | 04:40  |
| 4.  | VfL Bochum           | 4   | 1 | 2 | 1 | 005:500 | ±0    | 04:40  |
| 5.  | Silkeborg IF         | 4   | 0 | 2 | 2 | 004:700 | −3    | 02:60  |

|                      | Schweiz | Tschechoslowakei | Osterreich | Deutschland | Danemark |
| -------------------- | ------- | ---------------- | ---------- | ----------- | -------- |
| FC Zürich            |         | -                | 0:2        | -           | 2:0      |
| ŠK Slovan Bratislava | 2:4     |                  | -          | -           | 2:1      |
| FC Innsbruck Tirol   | -       | 2:2              |            | 0:1         | -        |
| VfL Bochum           | 1:1     | 1:2              | -          |             | -        |
| Silkeborg IF         | -       | -                | 1:1        | 2:2         |          |

### Gruppe 7
| Pl. | Verein              | Sp. | S | U | N | Tore    | Diff. | Punkte |
| --- | ------------------- | --- | - | - | - | ------- | ----- | ------ |
| 1.  | BSC Young Boys      | 4   | 3 | 1 | 0 | 009:500 | +4    | 07:10  |
| 2.  | SK Sigma MŽ Olomouc | 4   | 3 | 0 | 1 | 005:200 | +3    | 06:20  |
| 3.  | Aarhus GF           | 4   | 2 | 0 | 2 | 012:600 | +6    | 04:40  |
| 4.  | SV Austria Salzburg | 4   | 1 | 0 | 3 | 003:100 | −7    | 02:60  |
| 5.  | Oțelul Galați       | 4   | 0 | 1 | 3 | 004:100 | −6    | 01:70  |

|                     | Schweiz | Tschechoslowakei | Danemark | Osterreich | Rumänien |
| ------------------- | ------- | ---------------- | -------- | ---------- | -------- |
| BSC Young Boys      |         | 1:0              | 3:2      | -          | -        |
| SK Sigma MŽ Olomouc | -       |                  | 2:1      | 2:0        | -        |
| Aarhus GF           | -       | -                |          | 5:1        | 4:0      |
| SV Austria Salzburg | 0:2     | -                | -        |            | 2:1      |
| Oțelul Galați       | 3:3     | 0:1              | -        | -          |          |

### Gruppe 8
| Pl. | Verein               | Sp. | S | U | N | Tore    | Diff. | Punkte |
| --- | -------------------- | --- | - | - | - | ------- | ----- | ------ |
| 1.  | Dynamo Dresden       | 4   | 2 | 2 | 0 | 004:100 | +3    | 06:20  |
| 2.  | FC Aarau             | 4   | 1 | 3 | 0 | 004:300 | +1    | 05:30  |
| 3.  | Wiener Sport-Club    | 4   | 1 | 2 | 1 | 005:400 | +1    | 04:40  |
| 4.  | Iraklis Thessaloniki | 4   | 1 | 1 | 2 | 005:700 | −2    | 03:50  |
| 5.  | Beitar Jerusalem     | 4   | 0 | 2 | 2 | 003:600 | −3    | 02:60  |

|                      | Deutschland | Schweiz | Osterreich | Griechenland | Israel |
| -------------------- | ----------- | ------- | ---------- | ------------ | ------ |
| Dynamo Dresden       |             | -       | 1:0        | -            | 2:0    |
| FC Aarau             | 0:0         |         | -          | -            | 2:2    |
| Wiener Sport-Club    | -           | 1:1     |            | 4:2          | -      |
| Iraklis Thessaloniki | 1:1         | 0:1     | -          |              | -      |
| Beitar Jerusalem     | -           | -       | 0:0        | 1:2          |        |

## Intertoto-Cup Sieger 1993
- SK Rapid Wien
- Trelleborgs FF
- IFK Norrköping
- Malmö FF
- Slavia Prag
- FC Zürich
- BSC Young Boys
- Dynamo Dresden